# Circonscription Ouest
Ne doit pas être confondu avec Circonscription Ouest (métropole de Lyon).
La circonscription Ouest était une circonscription électorale française pour les élections européennes. Créée en 2003, elle regroupait 3 régions d'alors : la Bretagne, les Pays de la Loire et le Poitou-Charente. Elle comptait 6 177 138 électeurs inscrits en 2009.
La circonscription Ouest élisait neuf députés au Parlement européen en 2009 et 2014. Précédemment, en 2004, elle en élisait dix.

## Élections européennes de 2004
| Parti(s)       | Parti(s)                                              | Tête de liste             | Voix      | %      | Sièges |
| -------------- | ----------------------------------------------------- | ------------------------- | --------- | ------ | ------ |
|                | Parti socialiste                                      | Bernard Poignant          | 789 168   | 30,93  | 5      |
|                | Union pour un mouvement populaire                     | Roselyne Bachelot         | 377 984   | 14,81  | 2      |
|                | Mouvement pour la France                              | Philippe de Villiers      | 315 481   | 12,36  | 1      |
|                | Union pour la démocratie française                    | Philippe Morillon         | 298 871   | 11,71  | 1      |
|                | Les Verts                                             | Marie-Hélène Aubert       | 195 546   | 7,66   | 1      |
|                | Front national                                        | Samuel Maréchal           | 143 494   | 5,62   | 0      |
|                | Parti communiste français                             | Patrick Le Hyaric         | 104 632   | 4,10   | 0      |
|                | UMP dissident                                         | Michel Hunault            | 79 529    | 3,12   | 0      |
|                | Lutte ouvrière - Ligue communiste révolutionnaire     | Hélène Defrance           | 58 800    | 2,30   | 0      |
|                | Parti radical de gauche                               | Jo Le Guen                | 55 890    | 2,19   | 0      |
|                | Chasse, pêche, nature et traditions                   | Fabrice Sanchez           | 50 825    | 1,99   | 0      |
|                | La France d'en bas                                    | Ludovic Rey-Robert        | 33 787    | 1,32   | 0      |
|                | Rassemblement des contribuables français              | Jean Bolen                | 19 074    | 0,75   | 0      |
|                | Parti des travailleurs                                | François Le Pivert        | 18 361    | 0,72   | 0      |
|                | Europe Démocratie Espéranto                           | Denis-Serge Clopeau       | 4 910     | 0,19   | 0      |
|                | Vivre mieux avec l'Europe                             | Thomas Bidou              | 3 112     | 0,12   | 0      |
|                | Alliance royale                                       | Ingrid Doimi de Frankopan | 1 874     | 0,07   | 0      |
|                | Parti fédéraliste                                     | Michel Le Tallec          | 305       | 0,01   | 0      |
|                | Parti des socioprofessionnels                         | Fabrice Restier           | 78        | 0,00   | 0      |
|                | France unie des travailleurs salariés et indépendants | Josiane Guillemin-Lugué   | 76        | 0,00   | 0      |
|                | F.R.A.N.C.E. - Pôle des Libertés                      | Joël Montenot             | 66        | 0,00   | 0      |
|                |                                                       |                           |           |        |        |
| Inscrits       | Inscrits                                              | Inscrits                  | 5 844 464 | 100,00 |        |
| Abstentions    | Abstentions                                           | Abstentions               | 3 207 715 | 54,88  |        |
| Votants        | Votants                                               | Votants                   | 2 636 749 | 45,12  |        |
| Blancs ou nuls | Blancs ou nuls                                        | Blancs ou nuls            | 84 886    | 3,22   |        |
| Exprimés       | Exprimés                                              | Exprimés                  | 2 551 863 | 96,78  |        |

| Parti | Parti     | Nom | Groupe parlementaire |
| ----- | --------- | --- | -------------------- |
|       | PS        | Bernard Poignant Marie-Line Reynaud Yannick Vaugrenard Bernadette Vergnaud Stéphane Le Foll                                | PSE                  |
|       | UMP       | Roselyne Bachelot (remplacée par Élisabeth Morin-Chartier lors de son entrée au gouvernement en mai 2007) Ambroise Guellec | PPE-DE               |
|       | UDF       | Philippe Morillon | ADLE                 |
|       | MPF       | Philippe de Villiers | IND/DEM              |
|       | Les Verts | Marie-Hélène Aubert | Verts/ALE            |

## Élections européennes de 2009
| Parti          | Parti                                     | Liste conduite par    | Voix      | %      | Sièges |
| -------------- | ----------------------------------------- | --------------------- | --------- | ------ | ------ |
|                | Majorité présidentielle                   | Christophe Béchu      | 680 829   | 27,16  | 3      |
|                | Parti socialiste                          | Bernadette Vergnaud   | 433 309   | 17,29  | 2      |
|                | Europe Écologie                           | Yannick Jadot         | 417 449   | 16,65  | 2      |
|                | Libertas                                  | Philippe de Villiers  | 257 437   | 10,27  | 1      |
|                | Mouvement démocrate                       | Sylvie Goulard        | 212 524   | 8,48   | 1      |
|                | Nouveau Parti anticapitaliste             | Laurence de Bouard    | 128 641   | 5,13   | 0      |
|                | Front de gauche                           | Jacques Généreux      | 114 755   | 4,58   | 0      |
|                | Alliance écologiste indépendante          | Eva Roy               | 93 391    | 3,73   | 0      |
|                | Front national                            | Brigitte Neveux       | 76 645    | 3,06   | 0      |
|                | Parti breton                              | Émile Granville       | 32 805    | 1,31   | 0      |
|                | Lutte ouvrière                            | Valérie Hamon         | 31 284    | 1,25   | 0      |
|                | Debout la République                      | Christian Lechevalier | 14 748    | 0,59   | 0      |
|                | Alternative libérale                      | Louis-Marie Bachelot  | 4 371     | 0,17   | 0      |
|                | Europe Démocratie Espéranto               | Bert Horst Schumann   | 4 215     | 0,17   | 0      |
|                | Europe décroissance                       | Thierry Brulavoine    | 1 374     | 0,05   | 0      |
|                | Alliance royale                           | Jean-Philippe Chauvin | 967       | 0,04   | 0      |
|                | Rassemblement pour l'initiative citoyenne | Gilles Helgen         | 581       | 0,02   | 0      |
|                | Communistes                               | Chantal Girardin      | 518       | 0,02   | 0      |
|                | Union des gens                            | Christophe Dupas      | 494       | 0,02   | 0      |
|                | Newropeans                                | Bruno Blossier        | 357       | 0,01   | 0      |
|                |                                           |                       |           |        |        |
| Inscrits       | Inscrits                                  | Inscrits              | 6 177 375 | 100,00 |        |
| Abstentions    | Abstentions                               | Abstentions           | 3 560 381 | 57,64  |        |
| Votants        | Votants                                   | Votants               | 2 616 994 | 42,36  |        |
| Blancs ou nuls | Blancs ou nuls                            | Blancs ou nuls        | 110 300   | 4,21   |        |
| Exprimés       | Exprimés                                  | Exprimés              | 2 506 694 | 95,79  |        |

| Nom                                    | Parti/Liste                          | Groupe parlementaire européen |
| -------------------------------------- | ------------------------------------ | ----------------------------- |
| Christophe Béchu, puis Agnès Le Brun   | Majorité présidentielle (UMP-NC-LGM) | PPE                           |
| Alain Cadec                            | Majorité présidentielle (UMP-NC-LGM) | PPE                           |
| Élisabeth Morin-Chartier               | Majorité présidentielle (UMP-NC-LGM) | PPE                           |
| Sylvie Goulard                         | MoDem                                | ADLE                          |
| Yannick Jadot                          | Europe Écologie                      | Verts/ALE                     |
| Nicole Kiil-Nielsen                    | Europe Écologie                      | Verts/ALE                     |
| Stéphane Le Foll, puis Isabelle Thomas | PS                                   | S&D                           |
| Bernadette Vergnaud                    | PS                                   | S&D                           |
| Philippe de Villiers                   | Libertas (MPF)                       | IND/DM                        |

## Élections européennes de 2014
| Liste Parti      | Liste Parti | Tête de liste 2e sur la liste Candidats notables            | Voix      | %      | Sièges |
| ---------------- | --- | ----------------------------------------------------------- | --------- | ------ | ------ |
|                  | « Pour la France, agir en Europe avec Alain Cadec » Union pour un mouvement populaire                                                               | Alain Cadec Élisabeth Morin-Chartier Marc Joulaud (3e)      | 535 059   | 19,64  | 3      |
|                  | « Liste bleu marine - Non à Bruxelles, oui à la France » Front national                                                                             | Gilles Lebreton Joëlle Bergeron                             | 526 019   | 19,31  | 2      |
|                  | « Choisir notre Europe » Parti socialiste - Parti radical de gauche                                                                                 | Isabelle Thomas Emmanuel Maurel                             | 425 722   | 15,62  | 2      |
|                  | « UDI • MoDem • Les Européens • Liste soutenue par François Bayrou et Jean-Louis Borloo »                                                           | Jean Arthuis Laurence Maillart-Méhaignerie                  | 334 963   | 12,29  | 1      |
|                  | « Liste Europe Écologie » Europe Écologie Les Verts                                                                                                 | Yannick Jadot Nicole Kiil-Nielsen Jean-Philippe Magnen (3e) | 282 167   | 10,36  | 1      |
|                  | « Front de gauche - Rompre avec l'austérité et refonder l'Europe »                                                                                  | Myriam Martin Xavier Compain                                | 141 341   | 5,19   | 0      |
|                  | « Debout la France ! ni système, ni extrêmes avec Nicolas Dupont-Aignan » Debout la République                                                      | Cécile Bayle de Jessé Jean-Jacques Foucher                  | 98 635    | 3,62   | 0      |
|                  | « Nouvelle Donne » | Emmanuel Poilane Mary Haway                                 | 96 064    | 3,53   | 0      |
|                  | « Nous te ferons Europe ! » Mouvement Bretagne et progrès-Parti breton                                                                              | Christian Troadec Claudine Perron                           | 83 041    | 3,05   | 0      |
|                  | « Force Vie » | Marie de Blic Stéphane Belley                               | 39 482    | 1,45   | 0      |
|                  | « Nous Citoyens » | Véronique Richez-Lerouge Henri de Bodinat                   | 35 758    | 1,31   | 0      |
|                  | « Lutte ouvrière - Faire entendre le camp des travailleurs »                                                                                        | Valérie Hamon Eddy le Beller                                | 33 212    | 1,22   | 0      |
|                  | « La Bretagne pour une Europe sociale - Breizhiz dorn-ha-dorn gant pobloù Europa » Régions et peuples solidaires                                    | Christian Guyonvarc'h Lena Louarn Paul Molac (17e)          | 27 432    | 1,01   | 0      |
|                  | « Citoyens du vote blanc » Parti du vote blanc | René Thieblemont Fanny Geffray                              | 26 718    | 0,98   | 0      |
|                  | « Pour une Europe des travailleurs et des peuples, envoyons valser l'austérité et le gouvernement ! » Nouveau Parti anticapitaliste - Breizhistance | Pierre le Ménahès Sandra Cormier                            | 12 600    | 0,46   | 0      |
|                  | « UPR Ouest » Union populaire républicaine » | Jean-François Gourvenec Barbara Silard                      | 9 712     | 0,36   | 0      |
|                  | « La France se réveille » | Daniel Merlet Jeanine Bethys                                | 4 444     | 0,16   | 0      |
|                  | « Espéranto langue commune équitable pour l'Europe » Europe Démocratie Espéranto                                                                    | Lyse Bordage Philippe Berizzi                               | 4 405     | 0,16   | 0      |
|                  | « Féministes pour une Europe solidaire » | Françoise Morvan Jean-Pierre Possoz                         | 2 634     | 0,10   | 0      |
|                  | « Décroissance Ouest » Europe Décroissance | Caroline Bouissou Philippe Charreyron                       | 1 347     | 0,05   | 0      |
|                  | « Démocratie réelle » | Bertrand Keruzore Martine Ouvrard                           | 1 158     | 0,04   | 0      |
|                  | « Parti fédéraliste européen » | Vincent Lancien Margarethe Leonhart                         | 955       | 0,04   | 0      |
|                  | « Communistes » | Christine Picavez Michel Mitermite                          | 846       | 0,03   | 0      |
|                  | « Mouvement socialiste alternatif (MSA) » | Nicolas Rey Alizée Carré                                    | 543       | 0,02   | 0      |
|                  | « Une France royale au cœur de l’Europe » Alliance royale                                                                                           | Jean-Philippe Chauvin Nathalie Bonnechère                   | 455       | 0,02   | 0      |
|                  | |                                                             |           |        |        |
| Inscrits         | Inscrits | Inscrits                                                    | 6 353 572 | 100,00 |        |
| Abstentions      | Abstentions | Abstentions                                                 | 3 498 063 | 55,06  |        |
| Votants          | Votants | Votants                                                     | 2 855 509 | 44,94  |        |
| Bulletins blancs | Bulletins blancs | Bulletins blancs                                            | 87 227    | 3,05   |        |
| Bulletins nuls   | Bulletins nuls | Bulletins nuls                                              | 43 570    | 1,53   |        |
| Exprimés         | Exprimés | Exprimés                                                    | 2 724 712 | 95,42  |        |

| Nom                      | Parti | Parti     | Groupe parlementaire européen |
| ------------------------ | ----- | --------- | ----------------------------- |
| Alain Cadec              |       | UMP, LR   | PPE                           |
| Élisabeth Morin-Chartier |       | UMP, LR   | PPE                           |
| Marc Joulaud             |       | UMP, LR   | PPE                           |
| Gilles Lebreton          |       | SIEL      |                               |
| Joëlle Bergeron          |       | FN        | ELD                           |
| Isabelle Thomas          |       | PS        | S&D                           |
| Emmanuel Maurel          |       | PS, Gen.S | S&D                           |
| Jean Arthuis             |       | UDI       | ADLE                          |
| Yannick Jadot            |       | EELV      | Verts/ALE                     |

## Critiques
En Bretagne, notamment par la voix du Parti breton et de l'Union démocratique bretonne, ce découpage est remis en cause car il ne prendrait pas en compte des réalités humaines et historiques.